# Федосьино (Владимирская область)
Федосьино — село в Юрьев-Польском районе Владимирской области России, входит в состав Красносельского сельского поселения.

## География
Село расположено в 5 км на север от районного центра города Юрьева-Польского.

## История
В середине XVIII века в селе Федосьино уже была деревянная церковь. Село относилось к Суздальской епархии. В 1805 году по благословлению владимирского епископа Ксенофонта прихожане на свои средства построили вместо деревянной каменную церковь с каменной же колокольней. В церкви главный престол был освящён в честь Рождества Пресвятой Богородицы, придельный в честь Архистратига Божия Михаила. В селе Федосьино в конце XIX века было 34 двора, в которых жили 130 крестьян и 132 крестьянки.
В конце XIX — начале XX века село входило в состав Ильинской волости Юрьевского уезда.
С 1929 года село входило в состав Красносельского сельсовета Юрьев-Польского района.

## Население
| 1859 | 1905 | 2002 | 2010 | 2021 |
| ---- | ---- | ---- | ---- | ---- |
| 237  | ↗309 | ↘22  | ↗47  | ↘33  |

## Достопримечательности
В селе находится действующая Церковь Рождества Пресвятой Богородицы (1805).